# Wołogoszcz (Lubusz)
Pour les articles homonymes, voir Wołogoszcz.
Wołogoszcz (prononciation : [vɔˈwɔɡɔʂt͡ʂ]) est un village polonais de la gmina de Dobiegniew dans le powiat de Strzelce-Drezdenko de la voïvodie de Lubusz dans l'ouest de la Pologne.
Il se situe à environ 7 kilomètres au nord-est de Dobiegniew (siège de la gmina), 25 kilomètres au nord-est de Strzelce Krajeńskie (siège de le powiat) et 50 kilomètres au nord-est de Gorzów Wielkopolski (capitale de la voïvodie).

## Histoire
Au cours du deuxième partage de la Pologne en 1793, le village est annexé par le Royaume de Prusse. Jusqu'en 1945, Wolgast fait partie de l'arrondissement de Friedeberg-en-Nouvelle-Marche dans le district de Francfort au sein de la province de Brandebourg.
Après la Seconde Guerre mondiale, avec la mise en œuvre de la ligne Oder-Neisse, le village retourne à la République populaire de Pologne. La population d'origine allemande est expulsée et remplacée par des polonais.
De 1975 à 1998, le village appartenait administrativement à la voïvodie de Gorzów.

Depuis 1999, il appartient administrativement à la voïvodie de Lubusz